# Janine Koudenburg
Janine Koudenburg (Odoorn, 20 maart 1970), is een voormalig Nederlands kortebaanschaatser. In 1991 werd zij in Heerenveen tweede op de NK Kortebaan, achter Annamarie Thomas, in 1992 derde, weer achter Thomas en de kampioene Herma Meijer. In 1993 en 1996 werd zij Nederlands Kampioene Kortebaan.

## Resultaten
| Jaar | Plaats | Kampioenschap       |
| ---- | ------ | ------------------- |
| 1989 | 13     | NK Afstanden 3000m  |
| 1992 | 13     | NK Afstanden 500m   |
| 1992 | 14     | NK Afstanden 1000m  |
| 1992 | 13     | NK Allround         |
| 1992 | 6      | NK Sprint           |
| 1993 | 9      | NK Afstanden 2x500m |
| 1993 | 14     | NK Afstanden 1000m  |
| 1993 | Brons  | NK Sprint           |
| 1993 | Goud   | NK Kortebaan        |
| 1994 | 12     | NK Afstanden 1000m  |
| 1994 | 5      | NK Sprint           |
| 1995 | 11     | NK Sprint           |
| 1996 | Goud   | NK Kortebaan        |

## Persoonlijke records
| Afstand    | Tijd    | Datum            | Baan            |
| ---------- | ------- | ---------------- | --------------- |
| 100 meter  | 11,00   | 28 januari 1995  | Alkmaar         |
| 500 meter  | 42,29   | 29 januari 1994  | Inzell          |
| 1000 meter | 1.27,79 | 24 februari 1991 | Baselga di Pinè |
| 1500 meter | 2.14,17 | 12 januari 1991  | Heerenveen      |
| 3000 meter | 4.45,68 | 12 januari 1991  | Heerenveen      |
| 5000 meter | 8.21,10 | 12 december 1993 | Groningen       |